# École de la chambre syndicale de la couture parisienne
École de la chambre syndicale de la couture parisienne – prywatna uczelnia zajmująca się zawodami kreatywnymi założona w 1927 roku przez Chambre Syndicale de la Haute Couture.
Prowadzi edukację w zakresie mody i technik haute couture i znajduje się od 2010 roku w 2. dzielnicy Paryża.
Od 2019 roku École de la chambre syndicale de la couture parisienne i IFM, założona w 1986 roku, połączyły siły, aby stworzyć nowy Institut français de la mode.

## Znani absolwenci
- André Courrèges (1923–2016), francuski projektant mody[3]
- Karl Lagerfeld (1933–2019), niemiecki projektant mody
- Catherine Leterrier (1942–), francuska projektanka kostiumów
- Gustavo Lins (1961–), brazylijski projektant mody
- Tomas Maier (1957–), niemiecki projektant mody
- Issey Miyake (1938–2022), japoński projektant mody
- Yves Saint Laurent (1936–2008), francuski projektant mody
- Valentino (1932–), włoski projektant mody